# Période de Samarra

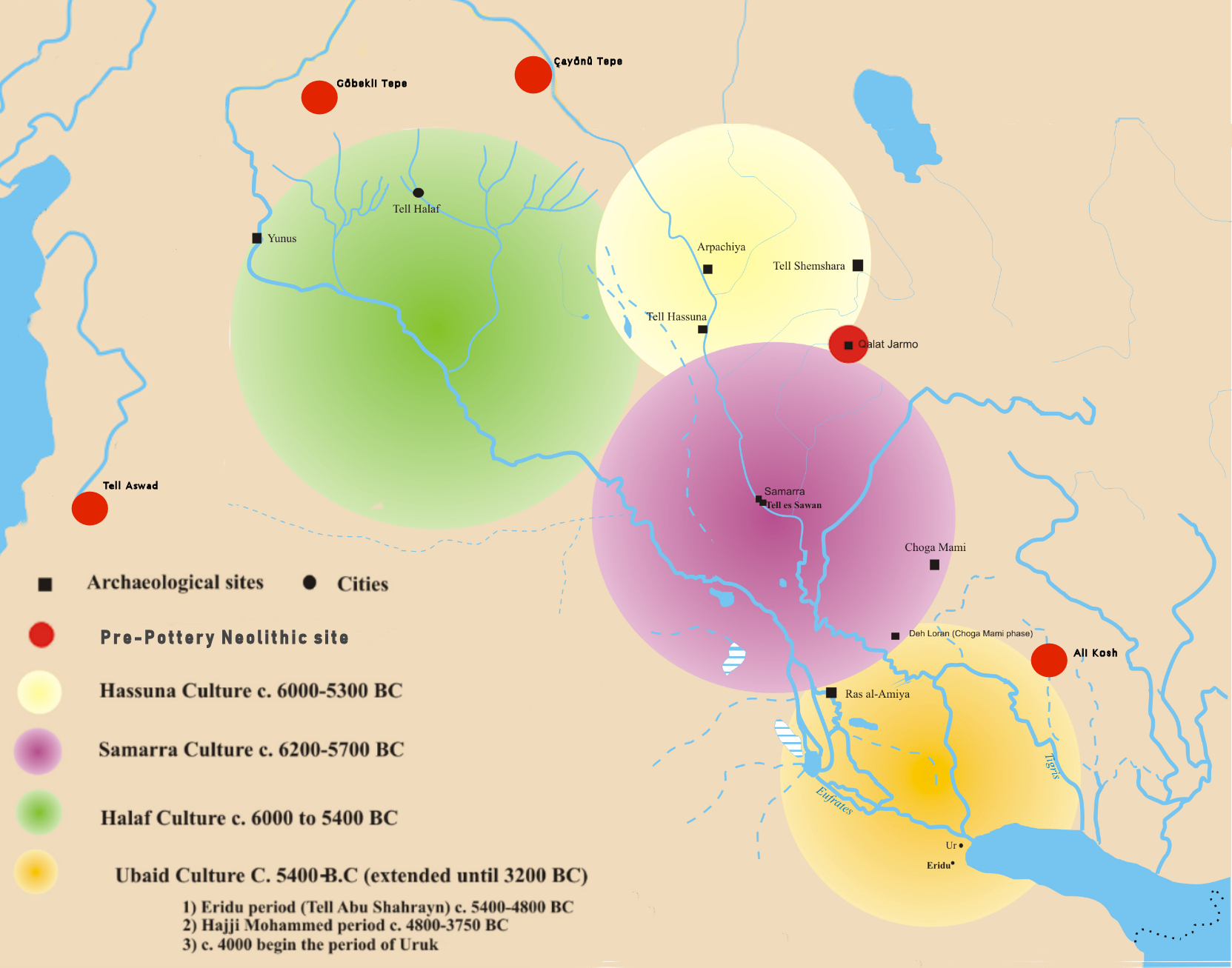
Extension de la culture de Samarra.

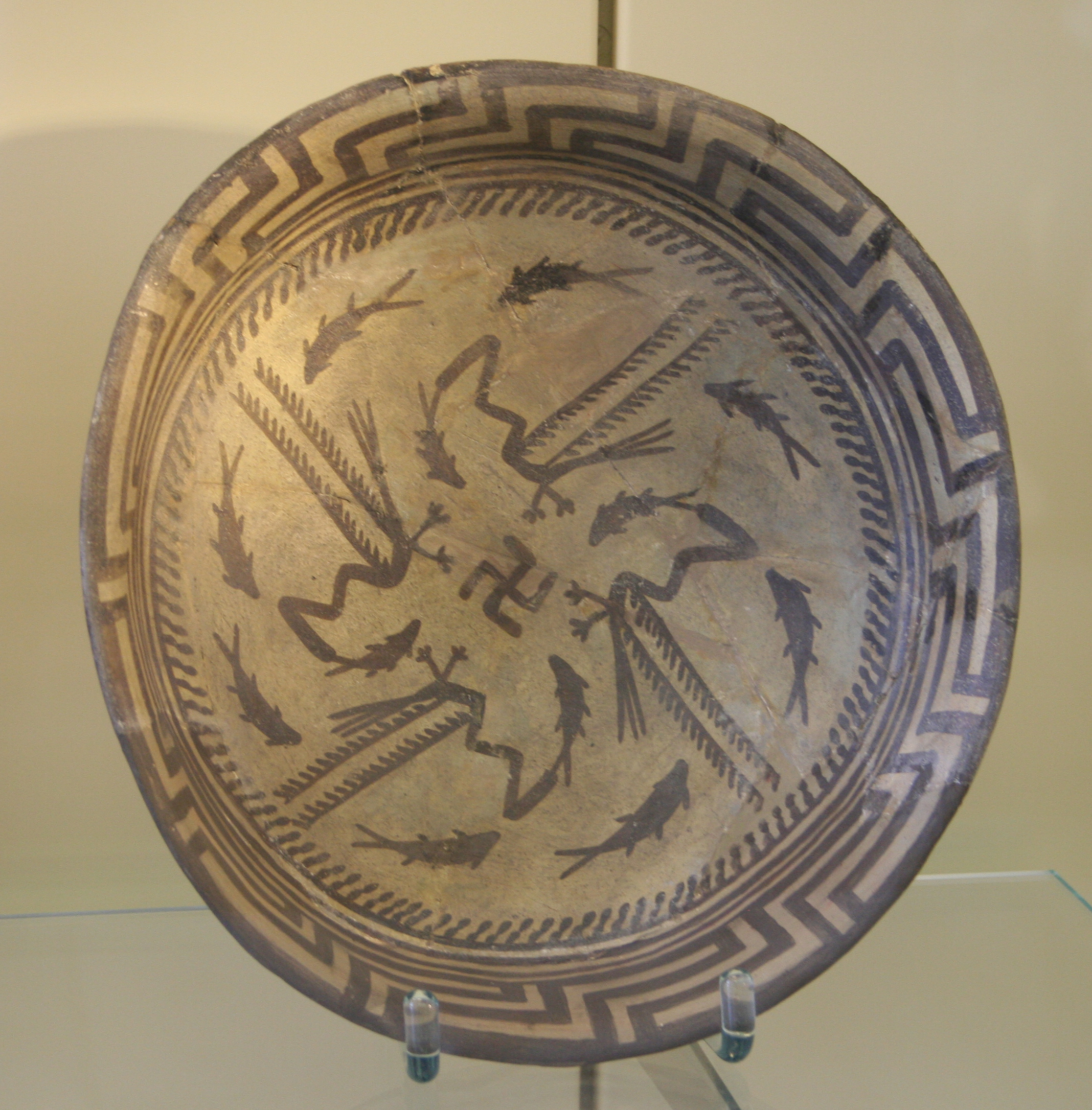
Céramique fine de la période de Samarra, Pergamon Museum de Berlin.

La période de Samarra est une étape protohistorique du développement de la Mésopotamie qui va d'environ 6200 à 5700 av. J.-C.
Elle succède à la période de Hassuna (6500-6000) et est prolongée par la période de Halaf (6000-5300).
Samarra est un site archéologique sis sur les lieux mêmes de l’actuelle ville du même nom. La céramique de la période précédente se mêle ici à une autre de bien meilleure facture. Beige clair, celle-ci est beaucoup plus variée, plus harmonieuse aussi. On y a retrouvé de ces statuettes, au crâne allongé et aux yeux dits « en grain de café » surajoutés, ressemblant à celles de la période d'Obeïd tandis que les yeux d’autres statuettes sont incrustés et grands ouverts, surmontés des caractéristiques sourcils noirs et épais, de bitume, rappelant la production sumérienne, plus récente.
C'est à cette période que l'on constate les débuts de l'utilisation de l'irrigation, ainsi que l'usage de briques crues moulées.